# King Power Stadium

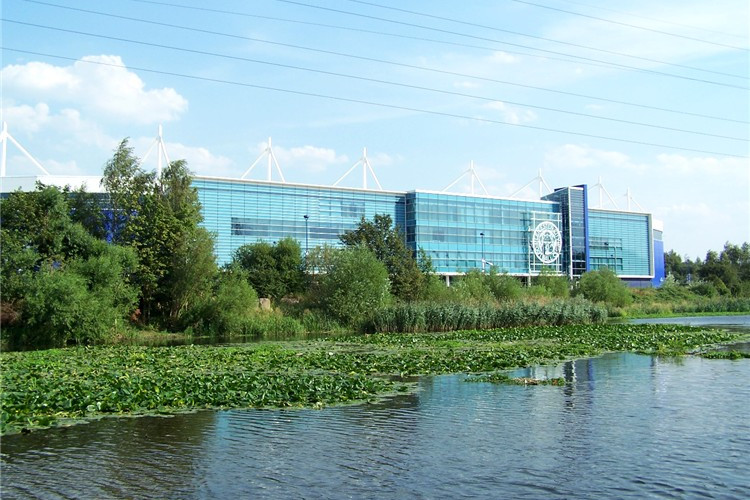
Vy från floden Soar.

King Power Stadium är Leicester Citys hemmaarena. Arenan, som färdigställdes 2002, tar 32 500 åskådare. Mellan invigningen och 2011 var den namngiven efter sponsorn Walkers men bytte i och med klubbens ägarbyte namn till King Power Stadium.